# Shelikhova Patera
La Shelikhova Patera è una struttura geologica della superficie di Venere.